# Sir Colin
Sir Colin (* 2. Februar 1978 in Wädenswil; bürgerlich Engin Kilic) ist ein Schweizer House-DJ und -Produzent türkischer Abstammung.

## Karriere
Engin Kilic begann im Alter von zwölf Jahren in der Kinder- und Jugendfreizeiteinrichtung Jugi Wädenswil Hip-Hop aufzulegen und Partys zu organisieren. Von Beruf ist er Hochbauzeichner.
Er gründete mit seinem Partner Bülent Aksoy aka DJ Owen 1997 das Label Park'in Place Music. So erhielt er bald die ersten Buchungen für verschiedene Partys. Im Jahr 1998 wurde er Resident-DJ des Luzerner Clubs Pravda. Kurz darauf richtete er sein eigenes Studio ein. Das OXA in Zürich verpflichtete ihn als Resident-DJ für die monatliche Ausgabe Double House. Im selben Jahr erhielt er die Möglichkeit für die Ibiza Reunion die Kompilation zu mixen. Darüber hinaus beteiligte er sich an Veranstaltungen wie Unipartys, KV-Fäscht Züri, Street Parade, Motion, Sonic oder auch an der Energy.
2003 mixte er die offizielle House-Kompilation Street Parade – Let the Sunshine in sowie 2004 den Street Parade – House & RnB Mix.

## Diskografie

### Alben
- 2001: Oxa Ibiza Reunion 2001
- 2001: Pravda – House Revolution 1
- 2002: Oxa Ibiza Party 2002
- 2002: Cut the Colin
- 2002: 7
- 2003: Oxa Ibiza Party 2003
- 2003: Streetparade 2003 House
- 2003: Scratch da House
- 2004: Unbelievable
- 2004: Streetparade 2004 House & RnB Mix
- 2004: Graffiti
- 2005: Crazy
- 2005: Energy 2005 House
- 2005: Warrior
- 2006: PPM City
- 2006: Summer Parade 2006 House (CH: Gold)
- 2006: Manhattan
- 2007: Retro
- 2007: Summer Parade 2007 House
- 2007: Good Fellas
- 2008: Scratch da House White
- 2008: Mainstation 2008 House
- 2008: 10
- 2009: The Album
- 2010: In da Club
- 2010: For the Masses 2010
- 2010: Scratch da House Show Bizz
- 2011: U.S.A. Koc Vol. 1
- 2011: Love Boat 2011
- 2011: Boooom!
- 2012: Infinity Golden Summer 2012
- 2013: Play

### Singles
- 2004: Unbelievable
- 2007: Infinity (feat. Bahar)
- 2007: Nummer 1
- 2008: Ole Gilbert Gress
- 2010: Sunny
- 2012: Infinity 2012
- 2013: The Game (The Time Is Now)